# Sorbus franconica
Sorbus franconica là một loài thực vật thuộc họ Rosaceae. Đây là loài đặc hữu của Đức.

## Hình ảnh

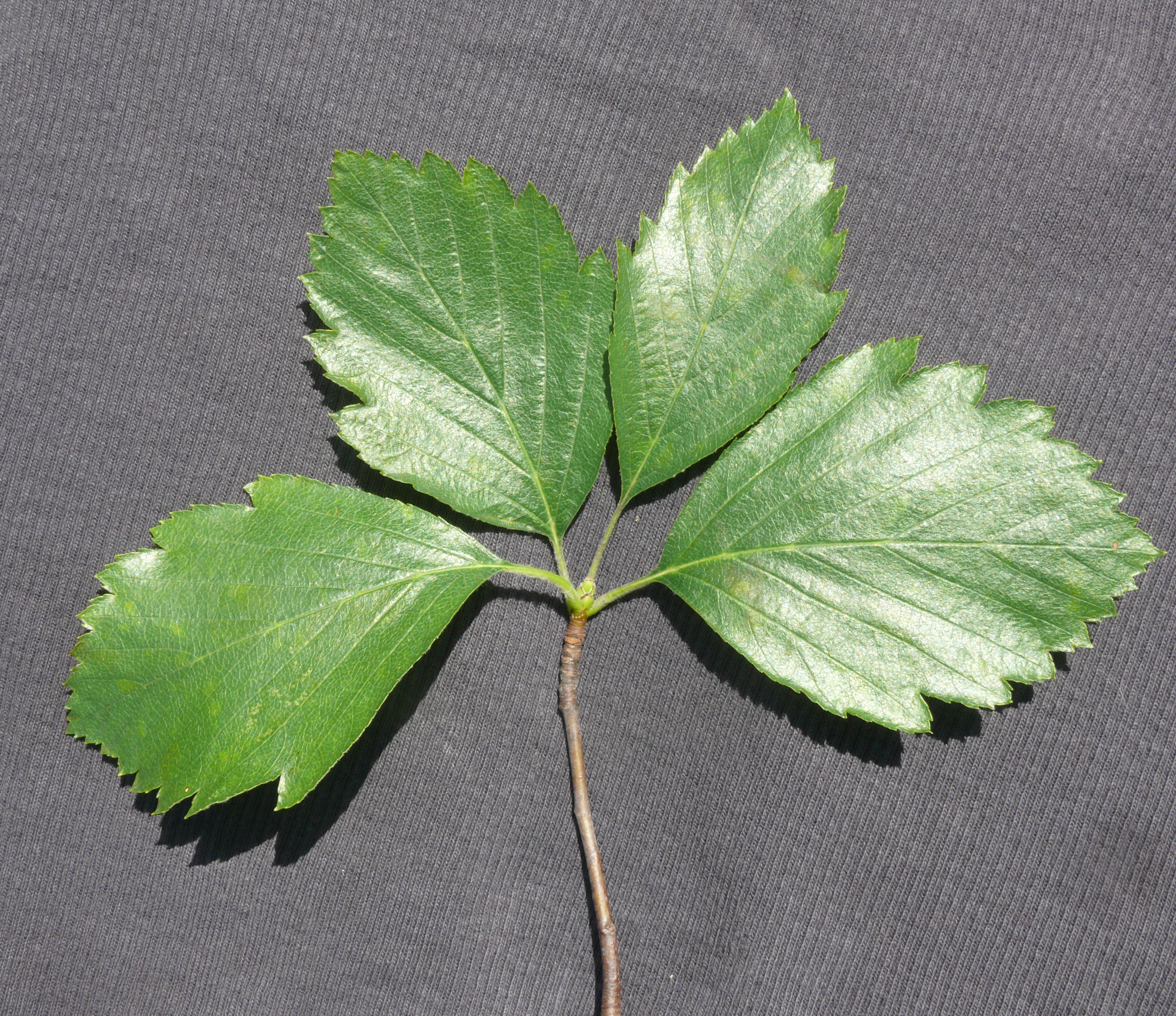
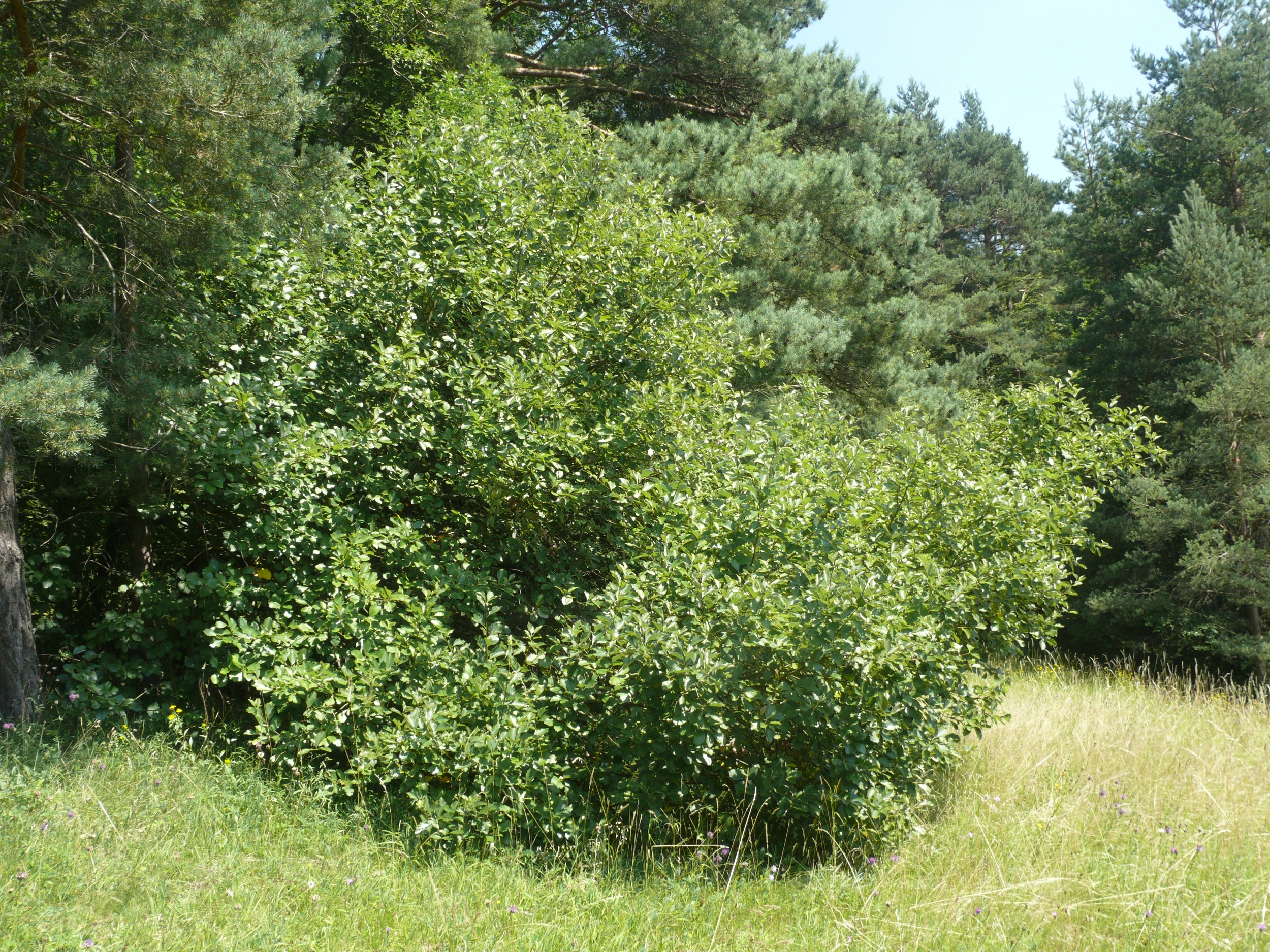
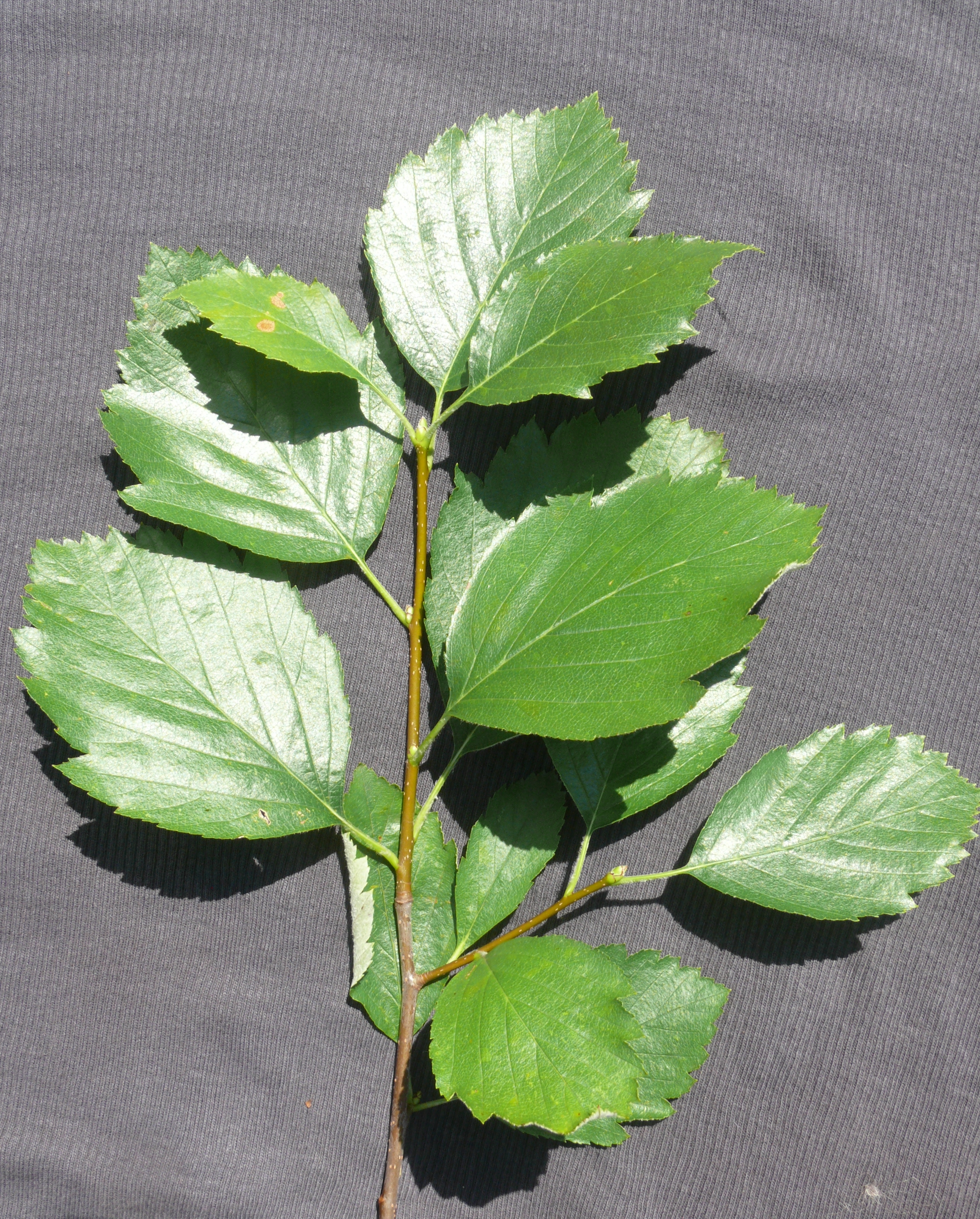

## Tham khảo

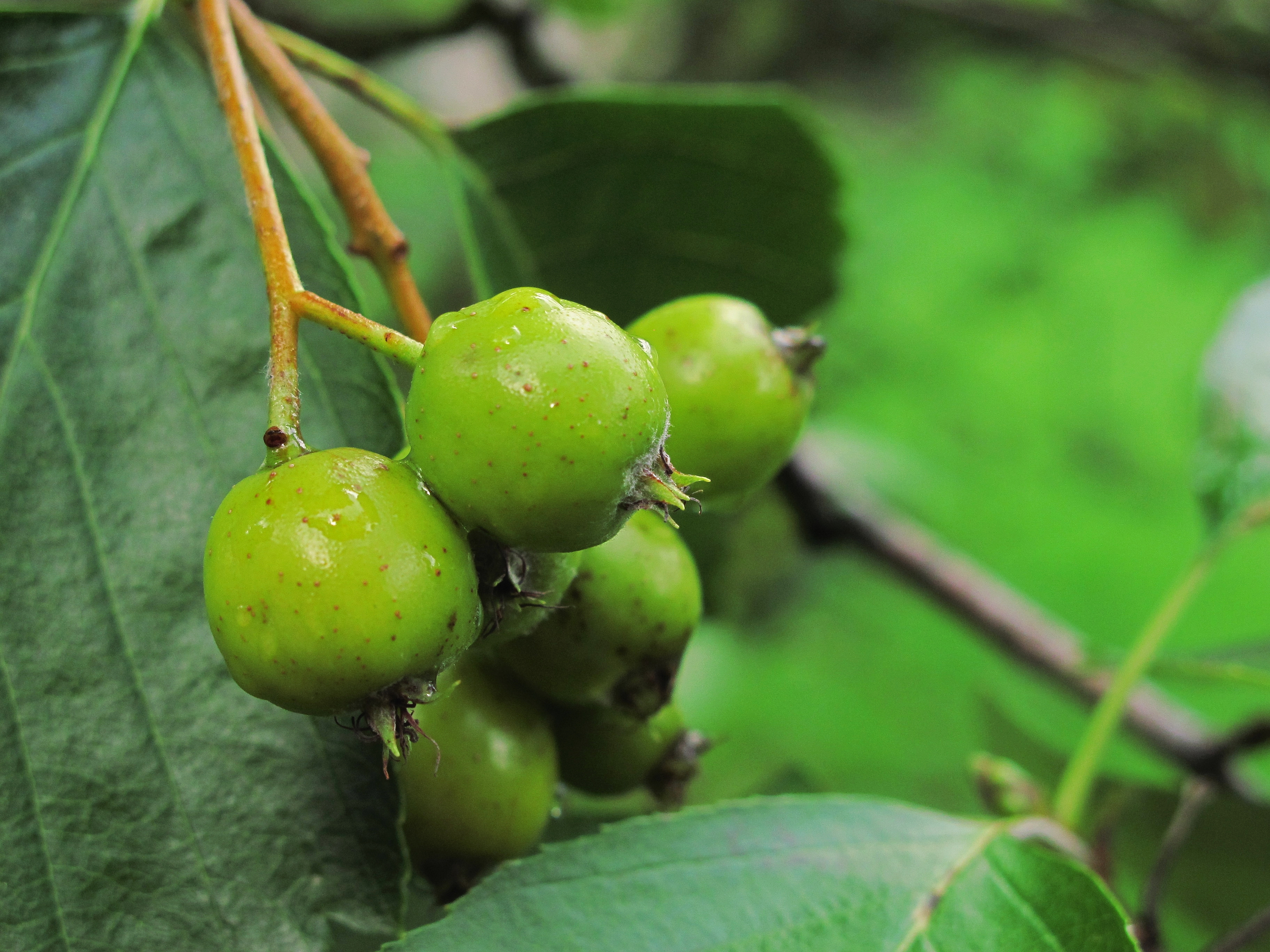
unrippen fruits of Sorbus franconica